# Iphiaulax jocosoides
Iphiaulax jocosoides är en stekelart som först beskrevs av François du Buysson 1897.  Iphiaulax jocosoides ingår i släktet Iphiaulax och familjen bracksteklar. Inga underarter finns listade i Catalogue of Life.